# 전미 농구 리그 (1937년)
전미 농구 리그(영어: National Basketball League, NBL)는 미국의 프로 농구의 메이저 리그이다. 1937년에 리그가 시작된 뒤 1949년 BAA(영어: Basketball Association of America)와 합병(앤더슨 더피 패커스, 워털루 호크스, 덴버 너기츠, 시보이건 레드스킨스, 트라이시티스 블랙호크스, 시러큐스 내셔널즈, 포트웨인 졸너 피스턴스, 로체스터 로열스, 미니애폴리스 레이커스, 인디애나폴리스 카우츠키스가 BAA와 흡수되면서 NBA(영어: National Basketball Association)가 됨.)되어 사라진 리그이다.

## 역대 NBL팀 (1937년~1949년)
| 팀                             | 연고지                    | 경기장                                                | 수용인원        | 리그 참가기간 | 정규시즌 성적    | 플레이오프 성적 |
| ------------------------------ | ------------------------- | ----------------------------------------------------- | --------------- | ------------- | ---------------- | --------------- |
| 애크런 파이어스톤 논-스킨스    | 오하이오주 애크런         | 파이어스톤 클럽 하우스                                | 1,500명         | 1937년~1941년 | 70승 27패 .722   | 8승 9패 .471    |
| 애크런 굿이어 윙푸츠           | 오하이오주 애크런         | 애크런 굿이어 홀                                      | 5,000명         | 1937년~1942년 | 67승 55패 .549   | 5승 3패 .625    |
| 앤더슨 더피 패커스             | 인디애나주 앤더슨         | 앤더슨 하이 스쿨 위그웜                               | 8,996명         | 1946년~1949년 | 115승 53패 .685  | 10승 3패 .769   |
| 버펄로 바이슨스                | 뉴욕주 버펄로             | 버펄로 메모리얼 오디토리움                            | 14,000명        | 1946년        | 3승 6패 .333     | 빈칸            |
| 시카고 브루인스                | 일리노이주 시카고         | 시카고 콜리시엄                                       | 7,000명         | 1939년~1942년 | 33승 42패 .440   | 빈칸            |
| 시카고 스튜드베이커 플라이어스 | 일리노이주 시카고         | 시카고 콜리시엄                                       | 7,000명         | 1942년~1943년 | 8승 15패 .348    | 1승 2패 .333    |
| 시카고 아메리칸 기어즈         | 일리노이주 시카고         | 시카고 콜리시엄 키케로 스타디움 인터내셔널 엠피시어터 | 7,000명 9,000명 | 1944년~1947년 | 57승 51패 .528   | 9승 5패 .653    |
| 신시내티 코멜로스              | 오하이오주 신시내티       | 프리맨 에비뉴 아모리 체육관                           | 빈칸            | 1937년~1938년 | 3승 7패 .300     | 빈칸            |
| 클리블랜드 체스 브라스멘       | 오하이오주 클리블랜드     | 클리블랜드 오디토리움                                 | 빈칸            | 1943년~1944년 | 3승 15패 .167    | 2패 .000        |
| 클리블랜드 알멘 트랜스퍼스     | 오하이오주 클리블랜드     | 클리블랜드 오디토리움                                 | 빈칸            | 1944년~1946년 | 17승 46패 .270   | 1승 2패 .333    |
| 콜럼버스 애슬레틱 서플라이     | 오하이오주 콜럼버스       | 빈칸                                                  | 빈칸            | 1937년~1938년 | 1승 12패 .077    | 빈칸            |
| 데이턴 메트로폴리탄스          | 오하이오주 데이턴         | 몽고메리 카운티 페어그라운즈 콜리시엄                 | 4,200명         | 1949년        | 2승 11패 .154    | 빈칸            |
| 데이턴 렌스                    | 오하이오주 데이턴         | 빈칸                                                  | 빈칸            | 1949년        | 14승 26패 .350   | 빈칸            |
| 덴버 너기츠                    | 콜로라도주 덴버           | 덴버 오디토리움 아레나                                | 12,000명        | 1948년~1949년 | 18승 44패 .290   | 빈칸            |
| 디트로이트 이글스              | 미시간주 디트로이트       | 디트로이트 라이트 가드 아머리                         | 빈칸            | 1939년~1941년 | 29승 23패 .558   | 2승 4패 .333    |
| 디트로이트 젬스                | 미시간주 디트로이트       | 펀데일 하이스쿨 김나지움                              | 6,000명         | 1946년~1947년 | 4승 40패 .091    | 빈칸            |
| 디트로이트 베가본드 킹스       | 미시간주 디트로이트       | 디어본 하이스쿨 김나지움                              | 6,000명         | 1949년        | 2승 17패 .105    | 빈칸            |
| 플린트 다우 A.C.'s             | 미시간주 플린트           | 플린트 인더스트리얼 뮤추얼 어소시에이션 오더토어리엄  | 6,000명         | 1947년~1948년 | 8승 52패 .133    | 빈칸            |
| 포트웨인 제너럴 일렉트릭스     | 인디애나주 포트웨인       | 노스 사이드 하이 스쿨 체육관                          | 3,000명         | 1937년~1938년 | 13승 7패 .650    | 빈칸            |
| 포트웨인 졸너 피스턴스         | 인디애나주 포트웨인       | 노스 사이드 하이 스쿨 체육관                          | 3,000명         | 1941년~1948년 | 166승 71패 .700  | 22승 18패 .550  |
| 해먼드 시저 올-아메리칸즈      | 인디애나주 해먼드         | 해먼드 시빅 센터                                      | 6,000명         | 1938년~1941년 | 19승 61패 .238   | 빈칸            |
| 해먼드 캘러멧 버커니어스       | 인디애나주 해먼드         | 해먼드 시빅 센터                                      | 6,000명         | 1948년~1949년 | 21승 41패 .339   | 2패 .000        |
| 인디애나폴리스 카우츠키스      | 인디애나주 인디애나폴리스 | 힝클 필드 하우스                                      | 15,000명        | 1937년~1948년 | 99승 126패 .440  | 3승 8패 .273    |
| 캥커키 갤러거 트로이스         | 일리노이주 캥커키         | 갤러거 비지니스 스쿨                                  | 빈칸            | 1937년~1938년 | 3승 11패 .214    | 빈칸            |
| 미니애폴리스 레이커스          | 미네소타주 미니애폴리스   | 미니애폴리스 오디토리움                               | 10,000명        | 1947년~1948년 | 43승 17패 .717   | 8승 2패 .800    |
| 오슈코시 올스타즈              | 위스콘신주 오슈코시       | 사우스 파크 스쿨 체육관                               | 1,264명         | 1937년~1949년 | 225승 170패 .570 | 24승 25패 .490  |
| 피츠버그 파이리츠              | 펜실베이니아주 피츠버그   | 드퀘인 유니버시티 체육관                              | 빈칸            | 1937년~1939년 | 21승 19패 .525   | 빈칸            |
| 피츠버그 레이더스              | 펜실베이니아주 피츠버그   | 드퀘인 유니버시티 체육관                              | 빈칸            | 1944년~1945년 | 7승 23패 .233    | 빈칸            |
| 리치먼드 킹 클로시어스         | 인디애나주 리치먼드       | 리치먼드 시빅 오더토어리엄                            | 빈칸            | 1937년        | 빈칸             | 빈칸            |
| 로체스터 로열스                | 뉴욕주 로체스터           | 에드거톤 파크 아레나                                  | 4,200명         | 1945년~1948년 | 99승 39패 .717   | 18승 11패 .621  |
| 시보이건 레드스킨스            | 위스콘신주 시보이건       | 이글 오디토리움                                       | 1,200명         | 1938년~1949년 | 199승 182패 .522 | 18승 24패 .429  |
| 시러큐스 내셔널즈              | 뉴욕주 시러큐스           | 스테이트 페어 콜리시엄                                | 7,500명         | 1946년~1949년 | 85승 82패 .509   | 2승 11패 .154   |
| 털리도 잼 화이트 시보레스      | 오하이오주 털리도         | 시빅 오디토리움                                       | 빈칸            | 1941년~1943년 | 3승 25패 .107    | 빈칸            |
| 털리도 지프츠                  | 오하이오주 털리도         | 털리도 필드하우스                                     | 6,000명         | 1946년~1948년 | 43승 60패 .417   | 2승 3패 .400    |
| 트라이시티스 블랙호크스        | 일리노이주 멀린           | 와튼 필드하우스                                       | 7,250명         | 1946년~1949년 | 85승 83패 .506   | 6승 7패 .462    |
| 워런 펜스                      | 펜실베이니아주 워런       | 비티 JR 하이 스쿨 체육관                              | 빈칸            | 1937년~1938년 | 3승 9패 .250     | 빈칸            |
| 클리블랜드 화이트 홀스         | 오하이오주 클리블랜드     | 클리블랜드 아레나                                     | 10,000명        | 1938년~1939년 | 14승 14패 .500   | 빈칸            |
| 워털루 호크스                  | 아이오와주 워털루         | 더 히포드롬                                           | 5,155명         | 1948년~1949년 | 30승 32패 .484   | 빈칸            |
| 화이팅 시저 올-아메리칸즈      | 인디애나주 화이팅         | 빈칸                                                  | 빈칸            | 1937년~1938년 | 12승 3패 .800    | 2패 .000        |
| 영스타운 베어스                | 오하이오주 영스타운       | 영스타운 사우스 필드 하우스                           | 3,500명         | 1945년~1947년 | 25승 52패 .325   | 빈칸            |

## NBL 챔피언십
NBL 챔피언십은 NBL의 마지막 시리즈이자 포스트 시즌의 마지막이다. 챔피언십 시리즈는 3전 2선승제 또는 5전 3선승제의 다양한 형식으로 진행되었다. 1938년부터 1940년까지, 1945년부터 1949년까지 챔피언십 시리즈는 동부 디비전의 우승자와 서부 디비전의 우승자를 가렸다. 그러나 제2차 세계 대전으로 인해 리그에 속한 팀들이 줄어들었기 때문에 NBL은 1941년부터 1944년까지는 디비전 분리되지 않았고 플레이오프는 단일 리그의 상위 4개 팀이 포함되었다.

## 같이 보기
- 전미 농구 협회
- 아메리칸 농구 협회
- 아메리카 농구 협회